# Max Sefrin

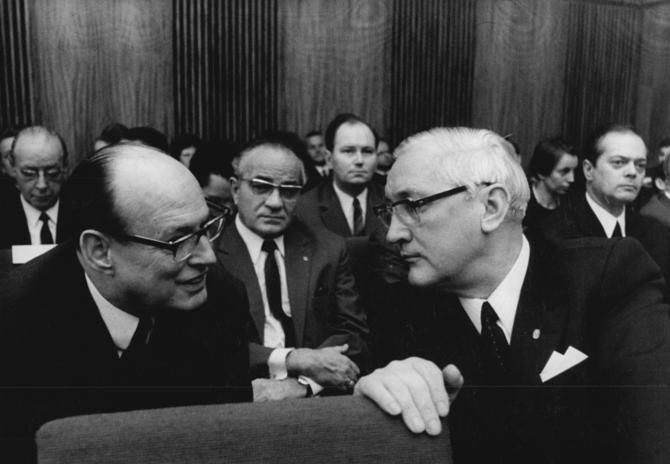
Max Sefrin, rechts, im Gespräch mit Manfred von Ardenne

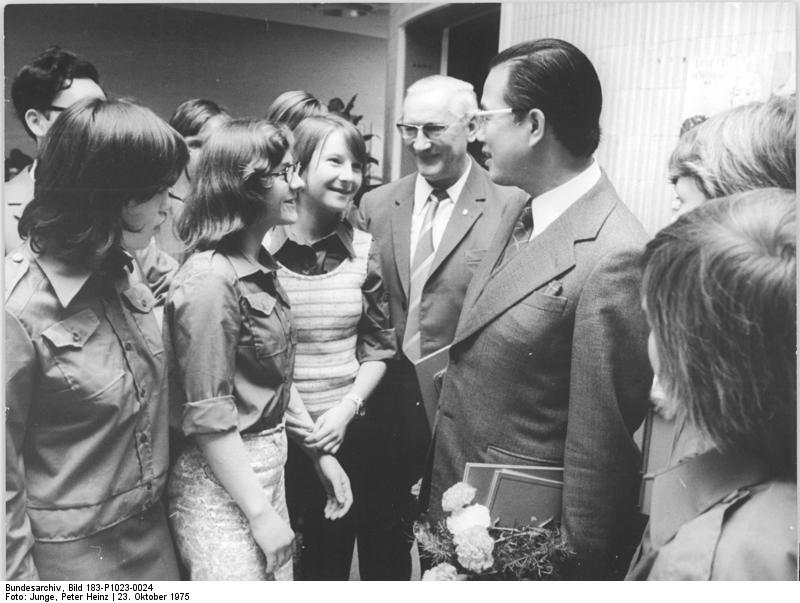
Max Sefrin (Mitte) 1975 bei einer Jugendstunde

Max Sefrin (* 21. November 1913 in Stambach; † 10. August 2000) war stellvertretender Vorsitzender des Ministerrates und Minister für Gesundheit der DDR.
Sefrin absolvierte nach der Ausbildung zum Kaufmann 1932–1937 eine Ausbildung als Flugzeugführer und war Oberfeldwebel in der deutschen Luftwaffe.
1945 bis 1949 war er Betriebsleiter und Stadtrat für Handel und Versorgung, bis 1950 stellvertretender Direktor des Kommunalen Wirtschaftsunternehmens Jüterbog und bis 1951 Kreisrat im Kreis Luckenwalde. 1946 wurde er Mitglied der CDU, war 1951–1953 Hauptabteilungsleiter in der CDU-Parteileitung und danach bis 1989 Mitglied des CDU-Hauptvorstandes, 1954–1958 als stellvertretender Generalsekretär und ab 1966 als stellvertretender Vorsitzender.
Seit 1952 war Sefrin Abgeordneter der Volkskammer, seit 1971 als stellvertretender Vorsitzender des Ausschusses für Nationale Verteidigung. Außerdem war er 1958–1971 stellvertretender Vorsitzender des Ministerrates und als Nachfolger von Luitpold Steidle Minister für Gesundheit. Von 1961 bis 1990 war er Vorsitzender der Deutsch-Südostasiatischen Gesellschaft (Liga für Völkerfreundschaft).
1955, 1964 und 1978 erhielt er den Vaterländischen Verdienstorden (VVO), 1969 die Ehrenspange zum VVO in Gold sowie den Stern und den Großen Stern der Völkerfreundschaft.